# Kondanayakanahalli, Tumkur
Kondanayakanahalli là một làng thuộc tehsil Tumkur, huyện Tumkur, bang Karnataka, Ấn Độ.